# Jens Rusk
Jens Rusk eller Jens Hansen Rusk, död 1 februari 1611, var en dansk präst. Rusk avrättades för häxeri i Ribe, vars protokoll från 1572-1652 är de mest välbevarade av alla danska häxprocesser, och därför har blivit de bäst undersökta av de danska häxprocesserna. 
Han var från 1580 präst i Lønne Sogn vid Lønne Kirke. Han beskrivs som en gammal fattigpräst. 
Han angavs som häxa 17 juli 1610 av Gunder Brixes, samma dag hon brändes på bål, för att ha döpt det vaxbarn hon använt för att förgöra Lauge Pedersen i Hostrup. Han anhölls i september och förhördes om han hade missbrukat sitt ämbete som präst genom att bota sjukdom med magi. En man vittnade om att prästen gett honom en amulett som skyddade mot sjukdom, och ett annat vittne bekräftade detta. 
Biskop Peder Hegelund ska ha besökt honom i fängelset. Han dömdes till döden för trolldom och dödsdomen bekräftades av högre rätt, varför han brändes på bål. 
Att män åtalades för trolldom var sällsynt i Danmark och endast två tycks ha åtalats i Ribe: Jens Rusk och Niels Portner. 